# Fantômas (roman)
Pour les articles homonymes, voir Fantômas (homonymie).
Fantômas est un roman des écrivains Pierre Souvestre et Marcel Allain, paru en 1911, originellement publié sous forme de roman-feuilleton par les éditions Arthème Fayard.

## Intrigue

### Résumé
L'inspecteur Juve, de la Sûreté, traque depuis de nombreuses années un ennemi sans identité et sans visage, que l'opinion publique connaît sous le nom de Fantômas pour ses crimes et délits. Alors qu'il est chargé de l'enquête sur la mystérieuse disparition de Lord Beltham, un aristocrate britannique très en vue à Paris, il apprend l'effroyable assassinat de la marquise de Langrune, dans son château de province. Comme il explore les pistes sur ces différents dossiers, Juve se rend compte rapidement qu'elles sont liées par plusieurs éléments troublants. Progressivement, il en vient à soupçonner un certain Gurn, qu'il se met en tête d'arrêter à tout prix.

## Adaptations

### Au cinéma
- 1913 : Fantômas : à l'ombre de la guillotine (réalisé par Louis Feuillade)

### À la télévision
- 1980 : L'échafaud magique (réalisé par Claude Chabrol)